# Йохан Фридрих I (Саксония)
Йохан Фридрих I „Великодушния“ (на немски: Johann Friedrich I. der Großmütige von Sachsen; * 30 юни 1503, Торгау; † 3 март 1554, Ваймар) от род Ернестингските Ветини, е от 1532 до 1547 г. курфюрст и херцог на Саксония и след загубата на титлата курфюрст през 1547 г. до смъртта си само херцог на Ернестинската част на страната. Той е и ландграф на Тюрингия от 16 август 1532 до 24 април 1547 г.
В град Йена, където основава университета Фридрих-Шилер-Университет Йена, той е известен с името Ханфрид (Hanfried).

## Живот
Йохан Фридрих I е най-възрастният син на саксонския курфюрст Йохан Твърди (1468 – 1532) и първата му съпруга София (1481 – 1503), дъщеря на херцог Магнус II от Мекленбург.
Йохан Фридрих се сгодява през 1526 г. и се жени през февруари 1527 г. в Торгау за Сибила (1512 – 1554), дъщеря на херцог Йохан III от Юлих-Клеве-Берг.
Той попада в битката при Мюлберг на 24 април 1547 г. в плен на императорската войска и на 10 май е осъден на смърт, но след молби на влиятелни князе наказанието е заменено с доживотен затвор. Йохан Фридрих загубва титлата си курфюрст и голяма част от земите си. От затвора той строи ловен дворец и висше училище в Йена, което през 1558 г. става университет. След пет години е освободен на 1 септември 1552 г. Той резидира през последните си години във Ваймар и наследява брат си Йохан Ернст от Кобург.
Йохан Фридрих е погребан до съпругата си Сибила в градската църква на Ваймар. Неговият протестантски ден на почит е на 3 март. Допълнителното си име Великодушни той получава заради помагането му на Реформацията и на Мартин Лутер.
- Йохан Фридрих I „Великодушния“, портрет от Лукас Кранах Стари
- Сибила фон Юлих-Клеве-Берг

## Деца
Йохан Фридрих и Сибила фон Юлих-Клеве-Берг имат децата:
- Йохан Фридрих II „Средния“ (1529 – 1595), херцог на Саксония
- Йохан Вилхелм I (1530 – 1573), херцог на Саксония-Ваймар
- Йохан Ернст (*/† 1535)
- Йохан Фридрих III „Младши“ (1538 – 1565), херцог на Саксония